# Parzac
Parzac is een gemeente in het Franse departement Charente (regio Nouvelle-Aquitaine) en telt 127 inwoners (1999). De plaats maakt deel uit van het arrondissement Confolens.

## Geografie
De oppervlakte van Parzac bedraagt 11,3 km², de bevolkingsdichtheid is 11,2 inwoners per km².
De Sonnette stroomt door het zuiden van de gemeente.
De onderstaande kaart toont de ligging van Parzac met de belangrijkste infrastructuur en aangrenzende gemeenten.

## Demografie
Onderstaande figuur toont het verloop van het inwonertal (bron: INSEE-tellingen).